# 下宮比町
下宮比町（しもみやびちょう）は、東京都新宿区の町名。住居表示実施済み地域であり、丁目の設定がない単独町名である。

## 地理
新宿区の北東部に位置し、同区と千代田区・文京区の区境が接する位置にある。町域東部は目白通りを境に文京区後楽二丁目に接し、南東部は飯田橋交差点を境に千代田区飯田橋二丁目とわずかに接する。町域の北は新小川町、南部は大久保通りを境に揚場町、西は津久戸町にそれぞれ接する。町域内に飯田橋交差点が置かれ、目白通り・外堀通り・大久保通りが交差しており、交通の要衝になっている。また、大久保通りはこの交差点を始点としている。また、東側に置かれた飯田橋駅付近の一角に当たり、商業地となっている。

## 歴史

### 沿革
- 1872年（明治5年）：牛込宮比町を二分し、それぞれ牛込下宮比町・牛込上宮比町として成立した。同年施行された大区小区制では第三大区第五小区に属した。
- 1878年（明治11年）：郡区町村編制法により牛込区に属した。
- 1911年（明治44年）：牛込の冠称を外し下宮比町と改称。
- 1947年（昭和22年）：新宿区の所属となる。
- 1988年（昭和63年）：近隣の5か町とともに、従前の町名町境を継承する形で住居表示が実施された。

## 世帯数と人口
2025年（令和7年）3月1日現在（新宿区発表）の世帯数と人口は以下の通りである。
- 世帯数 : 199世帯
- 人口 : 262人

### 人口の変遷
国勢調査による人口の推移。
| 年                 | 人口 |
| ------------------ | ---- |
| 1995年（平成7年）  | 186  |
| 2000年（平成12年） | 160  |
| 2005年（平成17年） | 127  |
| 2010年（平成22年） | 187  |
| 2015年（平成27年） | 366  |
| 2020年（令和2年）  | 275  |

### 世帯数の変遷
国勢調査による世帯数の推移。
| 年                 | 世帯数 |
| ------------------ | ------ |
| 1995年（平成7年）  | 115    |
| 2000年（平成12年） | 95     |
| 2005年（平成17年） | 65     |
| 2010年（平成22年） | 129    |
| 2015年（平成27年） | 245    |
| 2020年（令和2年）  | 220    |

## 学区
区立小・中学校に通う場合、学区は以下の通りとなる（2018年8月時点）。
- 区域 : 全域
  - 小学校 : 新宿区立津久戸小学校
  - 中学校 : 新宿区立牛込第三中学校

## 事業所
2021年（令和3年）現在の経済センサス調査による事業所数と従業員数は以下の通りである。
- 事業所数 : 250事業所
- 従業員数 : 3,912人

### 事業者数の変遷
経済センサスによる事業所数の推移。
| 年                 | 事業者数 |
| ------------------ | -------- |
| 2016年（平成28年） | 189      |
| 2021年（令和3年）  | 250      |

### 従業員数の変遷
経済センサスによる従業員数の推移。
| 年                 | 従業員数 |
| ------------------ | -------- |
| 2016年（平成28年） | 3,794    |
| 2021年（令和3年）  | 3,912    |

## その他

### 日本郵便
- 郵便番号 : 162-0822[3]（集配局 : 牛込郵便局[15]）。